# Heterotropus taurus
Heterotropus taurus är en tvåvingeart som beskrevs av Wray Merrill Bowden 1967. Heterotropus taurus ingår i släktet Heterotropus och familjen svävflugor.
Artens utbredningsområde är Turkiet. Inga underarter finns listade i Catalogue of Life.